# Sandersonija
Sandersonija (lat. Sandersonia), rod monotipskih trajnica iz porodice mrazovčevki, dio tribusa Colchiceae.
Jedina vrsta je S. aurantiaca iz Južne Afrike i Svazija, otrovna biljka zlatnožute boje cvjetova. Ne engleskom je pozata kao  »božična zvona«.
S. aurantiaca je uspravni ili poluuspravnini, listopadni, ljetni geofit koji doseže visinu do 1 m. Elegantni cvjetovi nalik lampionu nose se na dugim peteljkama proizvedenim u pazuhu listova; otvaraju se odozdo prema gore i javljaju se u nijansama blijede do duboko narančaste. Plod je kapsula koja sadrži mnogo sitnih, tvrdih smeđih sjemenki.

## Galerija
- S. aurantiaca
- S. aurantiaca
- S. aurantiaca